# Carl Olson
Carl Olson (* 11. Juli 1928 in Honolulu, Hawaii, USA als Carl Elmer Olson; † 16. Januar 2002 in Honolulu, Hawaii, USA) war ein US-amerikanischer Boxer und Weltmeister im Mittelgewicht.

## Karriere
Olson gewann seine ersten 21 Kämpfe, die meisten davon vorzeitig. Am 21. Oktober 1953 boxte er gegen Randolph Turpin um den vakanten Weltmeistertitel und schlug ihn über 15 Runden durch einstimmigen Beschluss. Er verteidigte diesen Gürtel mehrere Male, unter anderem im Jahr darauf gegen den Kubaner Kid Gavilán durch Mehrheitsentscheidung. 
Am 12. Dezember 1955 nahm ihm sein Landsmann Sugar Ray Robinson den Weltmeistertitel durch klassischen K. o. in Runde 2 ab. Auch das Rematch, welches im Mai des darauffolgenden Jahres stattfand, verlor Olson durch klassischen K. o., dieses Mal in Runde 4.
Zum Boxer des Jahres wurde er sowohl 1954 vom renommierten Ring Magazine als auch 1955 von der BWAA ausgezeichnet.
Im Jahre 2000 fand Olson Aufnahme in der International Boxing Hall of Fame.